# Satyrus buddha
Satyrus buddha är en fjärilsart som beskrevs av Bang-haas 1927. Satyrus buddha ingår i släktet Satyrus och familjen praktfjärilar. Inga underarter finns listade.